# Goran Karanović
Goran Karanović est un joueur de football suisse d'origine serbe qui évolue au poste d'attaquant.

## Biographie

### Carrière en club
L'international suisse espoirs évolue au FC Lucerne en Super League, ainsi qu'au FC Wohlen et au Sport Club Kriens en Challenge League.
Lors de la saison 2010-2011, le jeune joueur participe à la montée du Servette FC en Super League. Vice-champion, le club genevois passe par les barrage face à l'AC Bellinzone, perdant un but à zéro au match aller mais gagnant trois buts à un au match retour. 
À la suite d'un bon début de saison en Super League, Karanovic prolonge l'aventure avec le Servette FC jusqu'en juin 2013. Son entraîneur Joao Alves ne tarit pas d'éloge au sujet du joueur : « Je pense que Goran a un grand avenir devant lui. C'est un garçon qui, sur les plans athlétique, technique et mental, est un des meilleurs joueurs que j'ai connu jusqu'à maintenant. C'est un garçon que j'aime bien, sa façon d'être, ses qualités d’homme, et en même temps comme joueur. Il est polyvalent. Je compte sur lui. Un joueur avec ces qualités, avec cet âge, représente l'avenir du club. Il faut être attentif à cette décision, prolonger un joueur comme Goran est faire une bonne politique sportive dans le club. »
Karanovic rejoint FC Saint-Gall en juillet 2013. En Ligue Europa, il joue le match retour contre le Spartak Moscou et signe un doublé. Son club s'impose quatre buts à deux. Auteur de dix-huit buts en championnat sous les couleurs du FC Saint-Gall, il quitte finalement la Suisse pour rejoindre le club français d'Angers SCO, promu en Ligue 1, en août 2015.  Titulaire deux fois pour douze apparitions lors de sa première saison, il est prêté au FC Sochaux-Montbéliard l'année suivante en Ligue 2 mais après trois buts en treize matchs il se blesse gravement d'une rupture du ligament croisé du genou gauche. De retour au SCO, il ne prend part à aucun match lors de la saison 2017-2018 dû notamment à sa blessure et revient en Suisse l'été suivant en rejoignant le FC Aarau en Challenge League.
Après une saison et avoir échoué lors du barrage de montée, il quitte la Suisse et rejoint la Roumanie en signant au ACS Sepsi OSK Sfântu Gheorghe avec qui il est finaliste de la Coupe de Roumanie mais s'incline contre le FCSB. Il quitte le club après une saison et rejoint le FC Hermannstadt. Il est prêté le temps d'une rencontre d'Europa Ligue au FCSB.

### Carrière en équipe nationale
En 2007, Karanovic porte le maillot national suisse moins de 21 ans à deux reprises.

## Palmarès
Il est vice-champion de deuxième division suisse en 2011 avec le Servette FC et en 2019 avec le FC Aarau.
Il est également finaliste de la Coupe de Roumanie en 2020 avec le Sepsi Sfântu Gheorghe.